# Josep Pernas
Josep Pernas Galí (Badalona, 1 de diciembre de 1931 - Barcelona, 7 de abril de 1985) fue un violinista, vocalista, director de coral y compositor español. Está considerado uno de los compositores catalanes protestantes más importantes del siglo XX. Se le da este reconocimiento debido a su experimentación con las disonancias, su sensibilidad a la hora de componer y la relevancia de sus himnos y obras para coral (a cuatro voces a cappella).

## Primeros años
Siendo el más grande de tres hermanos, ya de muy pequeño tuvo una inquietud innata para la música, que derivó en el inicio de sus estudios de violín (y más tarde de armonía) en la escuela municipal de música de Barcelona (ahora llamado Conservatorio Municipal de Música de Barcelona). Allí coincidió con alumnos como Pere Vargas o el famoso pianista Tete Montoliu, y tuvo como profesores a Lluís M. Millet (de solfeo) y al maestro Viscasillas (de violín) entre otros. También destaca Eduard Toldrà y Soler, quién fue su otro maestro de violín, con quién estableció amistad. Este maestro siempre le animó a que se dedicara a la música, diciéndole que tenía ‘‘duende’’.
El año 1959, la repentina muerte por poliomielitis de su hermano mediano Jaume Pernas Galí, a la edad de 22 años, comportó que no se presentara al último examen del octavo (y último) curso de la carrera de violín.
Mucho más tarde, en 1969 remató sus estudios musicales con un curso de dirección coral, con Enric Ribó y a Oriol Martorell como profesores y examinadores.
Complementando sus estudios musicales cursó Peritación Mercantil y se graduó como técnico en publicidad mientras dirigía su propia empresa, Publintel, fundada por él mismo en 1966, convirtiéndose en uno de los pioneros de la publicidad hotelera y turística en Cataluña.
El año 1962 contrajo matrimonio con Débora Simón Clarena, con quien tuvo tres hijos: Eva, David y Sonia. Ambos compartieron la pasión por la música. Su esposa tocaba el piano y el acordeón, y a menudo iniciaban los cultos dominicales de la iglesia a la cual asistían en la calle Teruel, con preludios de música clásica de órgano y violín.

## El cuarteto Jericó
Fue en esta congregación donde empezó su actividad musical, fundando el cuarteto vocal Jericó a principios del 1950, junto con Alfredo Alonso, Isidoro Sánchez, y Josep Mota. También recibían la colaboración de Carlos Rosique, como miembro de apoyo. Con este cuarteto, en el cual participó como director, vocalista, arreglista y compositor, lograron reconocimiento dentro del mundo protestante evangélico, haciendo actuaciones por toda España, y actuando puntualmente en Alemania y Suiza. Fue miembro de este cuarteto, hasta su disolución en 1970.

## La coral Jericó
Después de una colaboración esporádica como director entre los años 1956 y 1959, en 1969 asumió la dirección de la coral Jericó, la coral de su iglesia, que heredó el nombre de su cuarteto debido a que su anterior nombre (coral Aleluya) creaba confusión con otra coral que tenía el mismo nombre. Este hecho le permitió probar y dar a conocer sus composiciones corales. Estas composiciones tenían como distintivo una búsqueda de sonidos disonantes, una alta relevancia de todas las voces y un peso destacado de la letra que se cantaba.
Dirigió esta coral hasta el año 1984, ayudado en algunas ocasiones por Pere Vargas (compañero del conservatorio y amigo de infancia) y contando con Jordi Cortés como subdirector.
Esta coral, que ya había actuado fuera del estado español, actuó en su iglesia local y en teatros e iglesias de Mataró (1970), Igualada (1972), Valladolid (1973), San Sebastián (1973), Almería (1977) y Vallbona (1977) bajo la dirección de Pernas.
Fue durante esta época cuando explotó más su talento como compositor, componiendo piezas para corales (y probándolas con la coral Jericó), unas pocas piezas para violín y piano, e incluso una habanera.
El verano del año 1984 Pernas se vio obligado a dejar la dirección de la coral Jericó a Pere Vargas, debido a que se le detectó un cáncer en estado avanzado. El 7 de abril de 1985 murió en Barcelona después de nueve meses de lucha. A pesar de su muerte, su música sigue siendo cantada en corales de diferentes lugares de España.